# Династия
Династия или дом е владетелски род на държава (монархия) или феодално владение, които имат пряка роднинска връзка помежду си. Всяка династия носи родовото или собственото име на основателя си. За времето, през което родът управлява, името му се отъждествява с нея.